# Cerro Varavira
El Cerro Varavira es una formación de montaña ubicada en el extremo sur del municipio Morán, estado Lara, límite con Trujillo, Venezuela. A una altitud promedio 2.387 m s. n. m. el Cerro Varavira es una de las montañas más altas en Lara. Su arista hace continuidad con el «Cerro El Morro» hacia el Este.

## Ubicación
El Cerro Varavira se encuentra ubicado en la esquina suroeste del estado Lara, en el extremo norte del Páramo Guache (2.860 m s. n. m.). Se llega por una ruta de cortafuegos forestal que parte del pueblo de Humocaro Alto hasta el sector «San José» y «Los Llanitos».